# La Sainte Famille Borgherini
La Sainte Famille Borgherini (en italien : Sacra Famiglia con san Giovannino) est une peinture à l'huile sur panneau  de bois de 135,9 × 100,6 cm réalisée vers 1529 par le peintre italien Andrea del Sarto, et conservée au Metropolitan Museum of Art de New York depuis  1922 par le don de la fondation Maria DeWitt Jesup (d).

## Contexte
La commande du tableau par Giovanni Borgherini est passée à une époque où Florence, après s'être libérée de la domination des Médicis, s'est déclarée une république. Le jeune Jean-Baptiste, patron de Florence, passe l'orbe au Christ, le désignant comme seul souverain de la ville.

## Histoire et description
Le nom du commanditaire, Giovanni Borgherini, est probablement à l'origine de la présence du jeune Baptiste, visible agenouillé à gauche en remettant le globe à l'Enfant Jésus, qui, au centre, soutenu par Marie, tourne un regard intense et souriant vers le spectateur. Derrière, dans l'ombre, saint Joseph regarde aussi hors du tableau. Le fond est un rideau de velours vert, élément d'origine vénitienne. L'œuvre fait probablement aussi allusion à une signification politique pour la ville, avec Jean-Baptiste, saint patron de Florence, qui, en remettant l'orbe (le globe), symbolise le transfert de la fidélité florentine au Christ, par l'intercession du saint.
La richesse chromatique et la variation d'intensité de la peinture en font un chef-d'œuvre de la pleine Renaissance florentine. En bas, sur le sol où se tient Jésus, le coussin blanc fait allusion au linceul de sa mort, la croix de roseaux liés du Baptiste, une autre référence au martyre de Jésus, et le tissu rouge de la Passion du Christ prochaine. La luminosité est réalisée de manière forte et incidente, a contrario de celle du tissu irisé qui recouvre l'Enfant Jésus ou du voile semi-transparent de la  Vierge.
La variété des positions renvoie au style pleinement maniériste (avec le Baptiste qui surplombe le groupe ; le mouvement circulaire des gestes et des regards, dérivé de Léonard, la monumentalité des personnages, inspirée de Michel-Ange, ainsi qu'une subtile touche d'érotisme qui imprègne la scène, perceptible dans certains détails, tout à fait compatible avec la destination privée de l'œuvre, comme le pubis de l'adolescent Baptiste qu'on aperçoit depuis le pagne ou les tétons de la Vierge.

## Postérité
L'artiste franco-polonaise Lea Lublin reproduit l'Enfant dans son triptyque R.S.I. – Dürer, del Sarto, Parmigianino de 1983,,.